# 프세우도무길과
푸세우도무길과(Pseudomugilidae)는 색줄멸목에 속하는 조기어류 분류군의 하나이다. 멜라노타이니아과에 속하는 푸세우도무길아과(Pseudomugilinae)로 분류하기도 한다. 오스트레일리아와 뉴기니섬, 인근 작은 섬들의 민물 그리고 민물과 바닷물이 섞이는 기수(汽水) 서식지에서 발견된다. 몸길이가 5cm 이하인 작은 물고기이다. 레인보우피쉬처럼 연중 산란을 하고, 수생 식물 잎 속에 알을 붙인다.

## 하위 속
- Kiunga - 2종
- 프세우도무길속 (Pseudomugil) - 16종
- Scaturiginichthys - 유일종 S. vermeilipinnis